# Швенді (Баден-Вюртемберг)
Швенді (нім. Schwendi) — громада в Німеччині, знаходиться в землі Баден-Вюртемберг. Підпорядковується адміністративному округу Тюбінген. Входить до складу району Біберах.
Площа — 49,23 км2. Населення становить 6780 ос. (станом на 31 грудня 2020).